# Primus (serie televisiva)
Primus  è una serie televisiva statunitense in 26 episodi trasmessi per la prima volta nel corso di una sola stagione dal 1971 al 1972.
È una serie d'avventura incentrata sulle vicende di un sommozzatore con trame molto simili alla serie Avventure in fondo al mare di cui può considerarsi quasi un rifacimento.

## Trama
Carter Primus è un sommozzatore ed esperto oceanografo che affronta varie rischiose missioni nei fondali marini al largo di Nassau. Egli è assistito da Charlie Kingman e Toni Hyden. Primus si avvale di moderne tecnologie come un robot subacqueo denominato Big Kate. Nel primo episodio viene assunto per scovare un tesoro marino in una pericolosa operazione sott'acqua con tanto di esplosivi.

## Personaggi e interpreti
- Carter Primus (26 episodi, 1971-1972), interpretato da Robert Brown.
- Charlie Kingman (26 episodi, 1971-1972), interpretato da Will Kuluva.
- Toni Hayden (26 episodi, 1971-1972), interpretato da Eva Renzi.
- Nicola (2 episodi, 1971), interpretata da Susan Oliver.
- Kevin Brown (2 episodi, 1972), interpretato da Michael Phillips.

## Produzione
La serie fu prodotta da Ivan Tors Productions (società di Ivan Tors) e Metromedia Productions. Le musiche furono composte da Leonard Rosenman. Il tema musicale è intitolato The Man And The Challenge, composto da Warren E. Barker.

### Registi
Tra i registi sono accreditati:
- Ricou Browning
- John Florea

### Sceneggiatori
Tra gli sceneggiatori sono accreditati:
Crediti sceneggiature serie
- Tim Michael in 2 episodi (1971)
- Andy White in 2 episodi (1971)

## Distribuzione
La serie fu trasmessa negli Stati Uniti dal 15 settembre 1971 al 9 giugno 1972 in syndication. In Italia è stata trasmessa con il titolo Primus.
Alcune delle uscite internazionali sono state:
- negli Stati Uniti il 15 settembre 1971 (Primus)
- in Germania Ovest il 24 aprile 1973 (Gefahr unter Wasser)
- in Belgio il 29 agosto 1974
- in Francia il 20 settembre 1974 (Primus)
- in Italia (Primus)

## Episodi
| Stagione       | Episodi | Prima TV USA |
| -------------- | ------- | ------------ |
| Prima stagione | 26      | 1971-1972    |